# Высота звука
Высота звука — свойство звука, определяемое человеком на слух и зависящее в основном от частоты звука, то есть от числа колебаний среды (обычно воздуха) в секунду, которые воздействуют на барабанную перепонку человека. С увеличением частоты колебаний растёт высота звука. 
В первом приближении субъективная высота звука пропорциональна логарифму частоты — согласно закону Вебера-Фехнера.

## Основные сведения
Высота звука — субъективное качество слухового ощущения человека, наряду с громкостью и тембром, позволяющее располагать все звуки по шкале от низких к высоким. Для чистого тона (то есть для гармонических колебаний) она зависит главным образом от частоты (с ростом частоты высота звука повышается), но при субъективном восприятии — также и от его интенсивности — при возрастании интенсивности высота звука кажется ниже. Высота звука со сложным спектральным составом зависит от распределения энергии по шкале частот.
Высоту звука измеряют в мелах — шкале высот, разность между которыми слушатель воспринимает как равную. Тону с частотой 1 кГц и звуковым давлением 2⋅10−3 Па (40 дБ) приписывают высоту 1000 мел; в диапазоне 20 Гц — 9000 Гц укладывается около 3000 мел. 

Для удобства использования была также введена еще одна субъективная единица измерения высоты звука — барк. 1 барк = 100 мел.
Измерение высоты произвольного звука основано на способности человека устанавливать равенство высот двух звуков или их отношение (во сколько раз один звук выше или ниже другого).

## Интересные факты
Во всём диапазоне значений высот их получить можно с помощью интервалов между короткими импульсами, например, одиночными отсчётами интенсивности в дискретном времени t = n·dt, где dt = 5,2 мкс, что соответствует частоте дискретизации 192 000 Гц. Воздействие на слуховую систему дискретное, а восприятие высоты непрерывное.
В любом тональном звуке можно понижать его высоту путём уменьшения усиления либо в чётных, либо в нечётных периодах. При усилении, равном нулю, высота звука понизится в два раза. Для дальнейшего понижения высоты можно увеличивать интервал между периодами.
Менять высоту звука в широких пределах можно различными интервалами между моментами изменения фаз давления колеблющегося воздуха, то есть между пиками временной функции сигнала.
Звук с кажущейся постоянно повышающейся или понижающейся высотой — один из видов акустических иллюзий — называется тоном Шепарда.
Частотные сигналы сложного спектра без основной частоты (первой гармоники в спектре) называются резидуальными. Восприятие высоты частотного сигнала совпадает с восприятием высоты резидуальной версии такого же сигнала.